# Willy Fisch
Willy Fisch (* 12. September 1886 in Berlin; † 26. Juli 1963 in Rosenheim) war ein Wehrmachtbeamter der Luftwaffe im Zweiten Weltkrieg. Zuletzt war er Ministerialdirektor im Range eines Generals der Flieger.

## Leben
Beförderungen
- 21. Mai 1906 Leutnant
- 27. Januar 1907 Leutnant mit Patent
- 4. Juli 1914 Oberleutnant
- 18. August 1915 Hauptmann
- 30. September 1919 Charakter als Major
- 1. Oktober 1919 Geheimer Regierungs- und Vortragender Rat (Ministerialrat)
- 3. März 1933 Ministerialdirektor
- 1. April 1938 Major der Reserve
- September 1941 Rang eines Generals der Flieger erhalten

Fisch trat am 25. September 1905 in die Preußische Armee ein und wurde dort zunächst bis Mitte Mai 1907 als Fahnenjunker und nach seiner Beförderung zum Leutnant als Kompanieoffizier im Eisenbahn-Regiment Nr. 2 eingesetzt. Die gleiche Funktion hatte Fisch anschließend vom 18. Mai 1907 bis 16. September 1909 beim Eisenbahn-Regiment Nr. 1. Im Anschluss hieran war er bis Anfang März 1911 im Telegraphen-Bataillon Nr. 4 eingesetzt. Am 9. März 1911 erfolgte seine Abkommandierung zur Lehr- und Versuchsanstalt für Militärflugzeugwesen in Döberitz, wo er bis zum 10. Dezember 1912 verblieb. Danach wurde er zum Telegraphen-Bataillon Nr. 1 versetzt, wo er bis Ende September 1913 wieder als Kompanieoffizier agierte. Zum Oktober 1913 wurde Fisch Adjutant bei der 3. Inspektion der Telegraphentruppen. Kurz nach Beginn des Ersten Weltkrieges erfolgte seine Abkommandierung als Flugzeugführer in die Fliegerabteilung 29, wo Fisch bis zum 5. September 1915 verblieb.
Unterbrochen war seine dortige Dienstzeit vom 8. Mai bis zum 19. August 1915, als er vorübergehend als Flugfunkoffizier beim Armeeflugpark 7 tätig war. Anschließend fand er vom 6. September 1915 bis zum 30. September 1916 Verwendung als Führer im Funktechnischen Kommando bei der Inspektion der Fliegertruppen, wo er am 1. Oktober 1916 zum I. Adjutanten aufstieg. Diese Position hatte Fisch bis zum 24. September 1917 inne. Danach erfolgte seine Versetzung ins Kriegsministerium, wo er bis Ende Januar 1919 diente. Nach dem Krieg wurde er für den Dienst im Reichsluftamt vom 1. Februar 1919 bis 30. September 1919 beurlaubt und schied danach aus der Armee aus.
Als Angestellter im Reichsdienst war Fisch vom 1. Oktober 1919 bis zum 31. Januar 1933 Geheimer Regierungs- und Vortragender Rat. In diesem Amt zählte er mit zu den vehementen Verfechtern eine eindeutigen Unterstellung der Luftfahrt unter das Reichswehrministerium. Mit Provokationen und dienstlichen Intrigen kämpfte er gegen die Kräfte, die eine Internationalisierung und zivile Ausrichtung dieser Institution bevorzugten. Später wurde er Ministerialrat im Reichsverkehrsministerium und übte zugleich die Funktion des Vertreters der Deutschen Luftfahrt beim interalliierten Luftfahrtgarantiekomitee sowie auf internationalen Luftfahrtkonferenzen aus. Er war eine maßgeblich treibende Kraft, den Aufbau der Luftwaffe unter den Bedingungen der Weimarer Republik voranzutreiben und dazu in seinem zivilen Amt die derzeit noch nicht gegebenen Bedingungen mit legalen, geheimen und intriganten Mitteln herzustellen. Ab 1925 gehörte er zu den Kräften, die den Prozess der Herausbildung der Luft Hansa AG als zukünftige deutsche Luftfahrtgesellschaft wesentlich mitgestalteten. Ab 1926 saß er dann gemeinsam mit Brandenburg und Max Koch im Aufsichtsrat. Gemeinsam mit Rudolf Lahs war er weiterhin die treibende Kraft, die militärischen Komponenten dieser Gesellschaft auszuprägen und damit staatliche Finanzierungen für die Luftwaffenindustrie nutzbar machten.
Am 1. Februar 1933 wurde Fisch für den Militärdienst reaktiviert und forcierte, nun mit neuen Möglichkeiten, den geheimen Aufbau der Luftwaffe weiter. Zum 1. Mai 1933 trat er der NSDAP bei (Mitgliedsnummer 2.780.995) und wurde 1935 Mitglied im NSFK. Er wurde Mitglied des Aufsichtsrates im Reichsluftfahrtministerium und bestimmte nun gemeinsam mit den, ebenfalls aus der Luft Hansa AG stammenden Ernst Brandenburg und Oberregierungsrat Max Koch (1889–1947) die weitere Ausrichtung der Institution als Instrument des bevorstehenden Krieges. Offiziell wurde er zunächst bis Anfang März 1933 zur besonderen Verwendung gehalten und war dann vom 3. März 1933 bis zum 8. Mai 1945 als Ministerialdirektor Chef des Allgemeinen Luftamtes im Reichsluftfahrtministerium, wo er im September 1941 den Rang eines Generals der Flieger erhielt. Während seiner Dienstzeit fand er vom 27. April bis zum 14. Juli 1942 kurzfristig Verwendung als Reserveoffizier im Stab des Luftgaukommandos Belgien-Nordfrankreich. Zu Kriegsende geriet Fisch in Kriegsgefangenschaft, aus der er im Jahr 1947 wieder entlassen wurde.

## Publikationen
- Die Bedeutung der Luftfahrt für das Verkehrswesen, in: Verkehrstechnische Woche Nr. 18, Jahrgang 1924, S. 65ff.
- Biografie über August Euler. In: Neue Deutsche Biographie (NDB). Band 4, Duncker & Humblot, Berlin 1959, ISBN 3-428-00185-0, S. 686